# エディ・コスタ
エディ・コスタ（Eddie Costa、1930年8月14日 - 1962年7月28日）は、アメリカ合衆国のジャズ・ピアニストならびにヴィブラフォン奏者。タル・ファーロウの演奏パートナーとしてしばしば言及される。ペンシルベニア州ノーサンバーランド郡アトラス（マウント・カーメル近郊）の出身。
1957年に、フィル・ウッズとアート・ファーマー、テディ・コティック、ポール・モチアンとのクインテットで初録音を行う。この最初のアルバム『エディ・コスタ・クインテット』は、「時さえ忘れて (I Didn't Know What Times It Was)」や、デイヴ・ブルーベック作曲の今なお斬新な「イン・ユア・オウン・スウィート・ウェイ」の解釈で名高い。後者では、ウッズがピアノを担当し、コスタのヴィブラフォンとファーマーの弱音器つきトランペットを際立たせている。アルバム『ガイズ・アンド・ドールズ・ライク・ヴァイブス』では、自身はヴィブラフォンに専念し、ピアニストのビル・エヴァンスとの共演で録音された。
1962年7月下旬にニューヨーク州のウェストサイド・ハイウェイにおいて自動車事故のために夭折した。

## ディスコグラフィ

### リーダー・アルバム
- 『エディ・コスタ＝ヴィニー・バーク・トリオ』 - Eddie Costa/Vinnie Burke Trio (1956年、Josie) ※with ヴィニー・バーク、ニック・スタビュラス
- Eddie Costa, Mat Mathews & Don Elliott at Newport (1957年、Verve) ※他グループも収録
- 『エディ・コスタ・クインテット』 - Eddie Costa Quintet (1957年、Interlude) ※with フィル・ウッズ、アート・ファーマー、テディ・コティック、ポール・モチアン
- 『ガイズ・アンド・ドールズ・ライク・ヴァイブス』 - Guys and Dolls Like Vibes (1958年、Coral/Verve) ※with ビル・エヴァンス、ウェンデル・マーシャル、ポール・モチアン
- 『ハウス・オブ・ブルー・ライツ』 - The House of Blue Lights (1959年、Dot) ※with ウェンデル・マーシャル、ポール・モチアン